# Sitce
Sitce (biał. Сі́тцы; ros. Ситцы, dawniej Sitce Wielkie) – agromiasteczko na Białorusi, w rejonie dokszyckim obwodu witebskiego, około 14 km na zachód od Postaw.
Siedziba parafii prawosławnej pw. św. Jerzego Zwycięzcy.

## Historia
Najstarsza wzmianka o miejscowości pochodzi z 1545 roku. Od XVII wieku istniał tu zamek, później pałac i zabudowania gospodarcze, od co najmniej początku XVIII wieku należące do rodziny Brzostowskich. W końcu XVIII wieku dobra te były już własnością rodziny Domeyków, prawdopodobnie nabył je Tadeusz Domeyko (1762–1838), miecznik mścisławski i podkomorzy wilejski, mąż Scholastyki ze Strusiów (1768–1827) (i stryj Ignacego Domeyki). Po nich Sitce dziedziczył ich syn Aleksander Domeyko (1804–1878), marszałek szlachty powiatu wilejskiego, a potem guberni wilejskiej, żonaty z Zofią z Brochockich (1814–1899). Ponieważ zmarli oni bezdzietnie, majątek przeszedł na własność bratanka Aleksandra – Wacława Domeykę (1854–1935). Ostatnią właścicielką majątku była jego siostra Wiktoria Leonia z Domeyków Popławska (1858–1954), żona Stanisława.
Po II rozbiorze Polski w 1793 roku dobra te, wcześniej leżące na terenie województwa wileńskiego Rzeczypospolitej, znalazły się na terenie powiatu wilejskiego (ujezdu) guberni wileńskiej, były siedzibą gminy. Po I wojnie światowej Sitce Wielkie weszły w skład gminy Parafianowo. Początkowo gmina należała do powiatu wilejskiego. 7 listopada 1920 roku została przyłączona do nowo utworzonego powiatu duniłowickiego pod Zarządem Terenów Przyfrontowych i Etapowych. 19 lutego 1921 roku wraz z całym powiatem weszła w skład nowo utworzonego województwa nowogródzkiego. 13 kwietnia 1922 roku gmina wraz z całym powiatem duniłowickim została przyłączona do Ziemi Wileńskiej, przekształconej 20 stycznia 1926 roku w województwo wileńskie. 1 stycznia 1926 roku gminę wyłączono z powiatu duniłowickiego (który jednocześnie zmienił nazwę na powiat postawski) i przyłączono do powiatu dziśnieńskiego w tymże województwie. Od 1945 roku – w ZSRR, od 1991 roku – na terenie Republiki Białorusi.

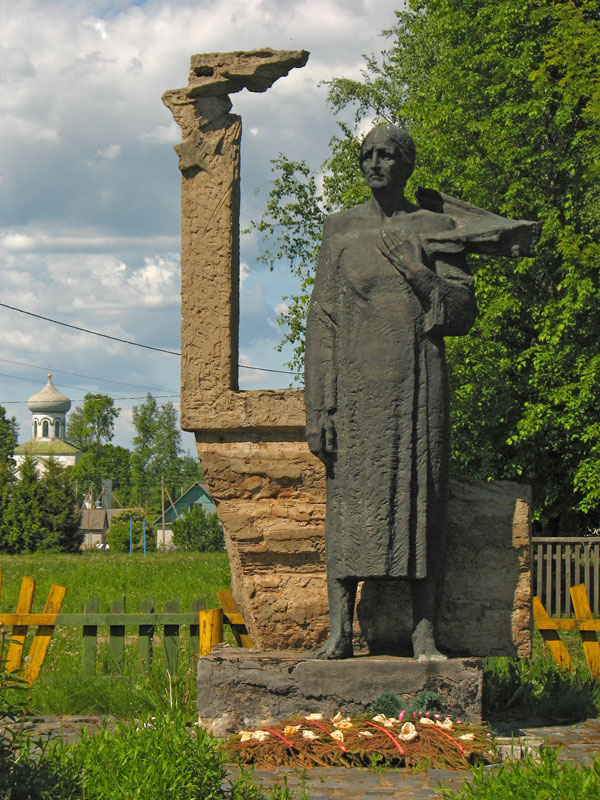
Pomnik żołnierzy radzieckich (2008)

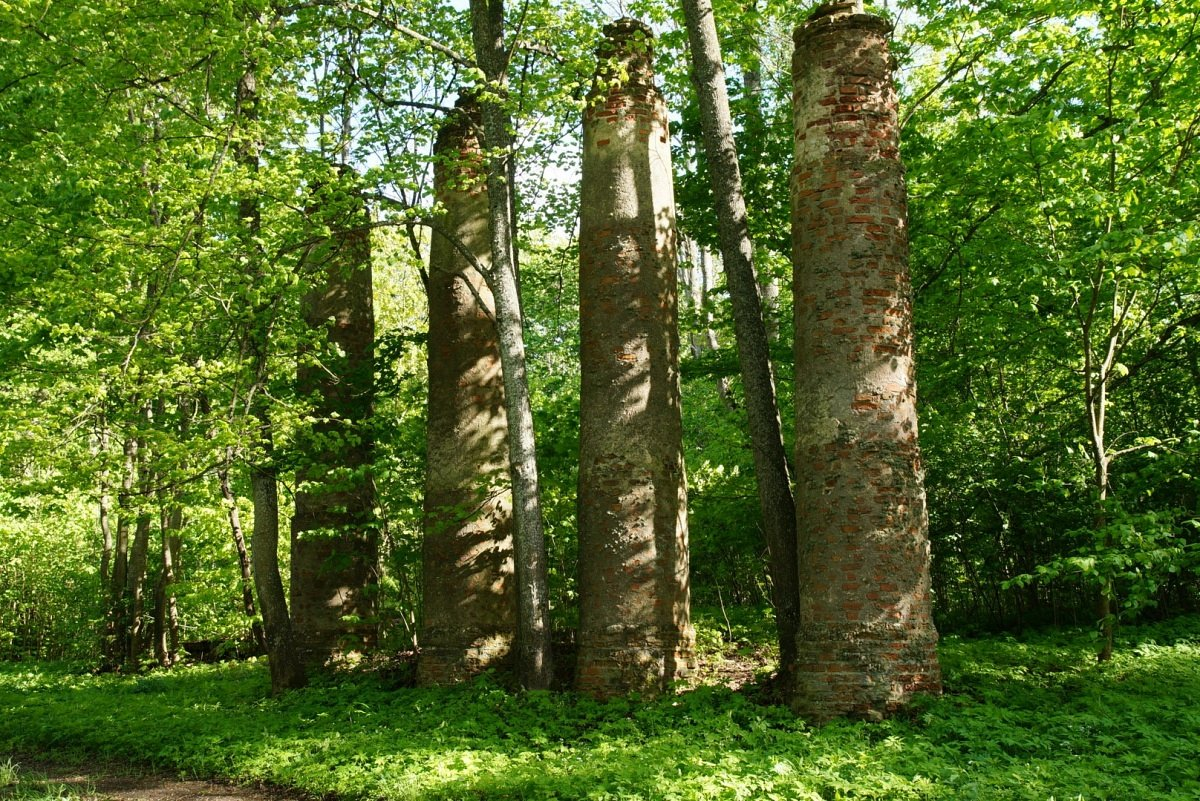
Kolumny portyku dawnego pałacu (2015)

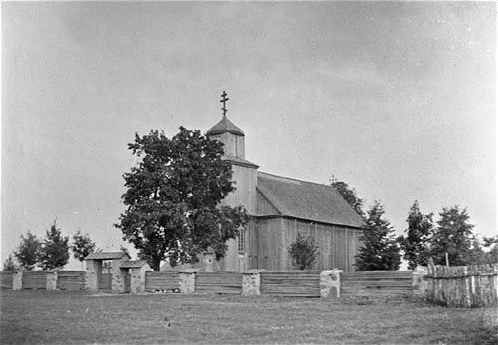
Stara drewniana cerkiew (1900)

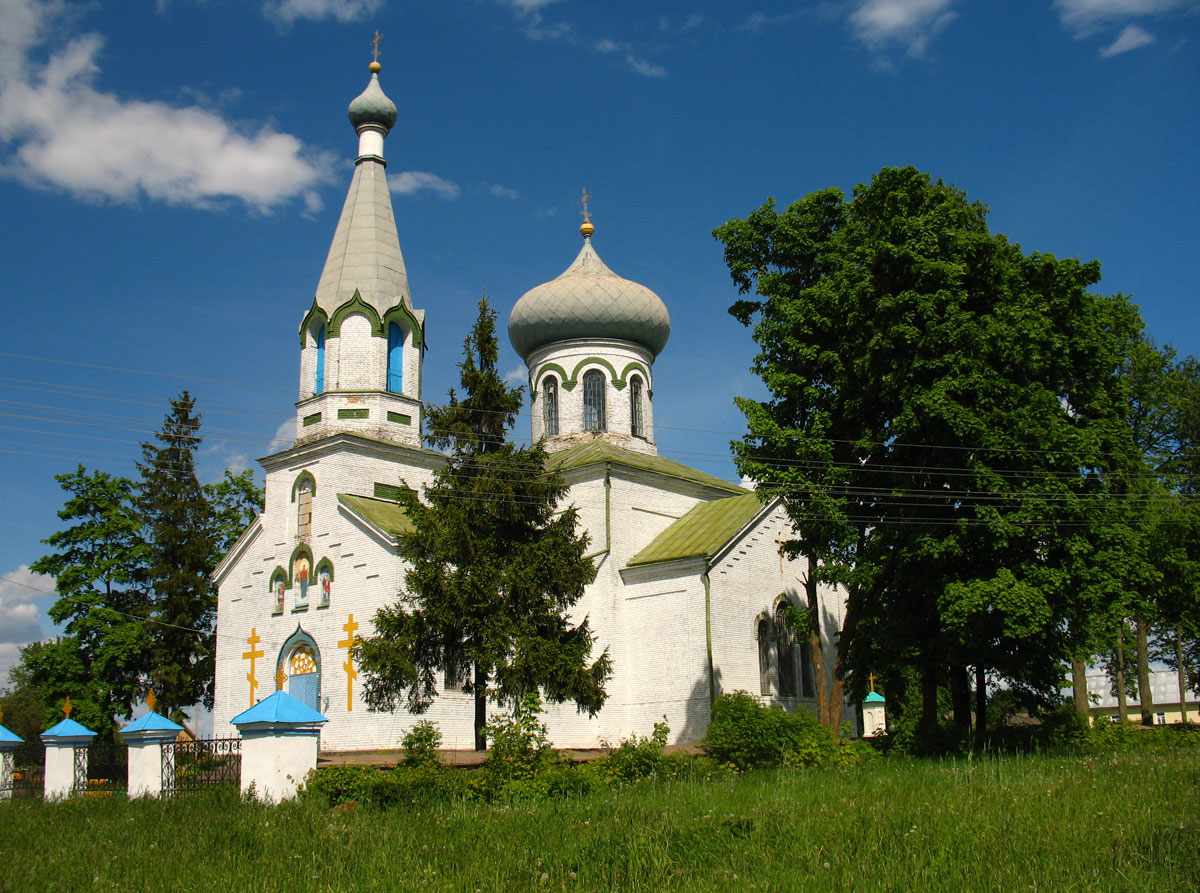
Cerkiew św. Jerzego (2008)

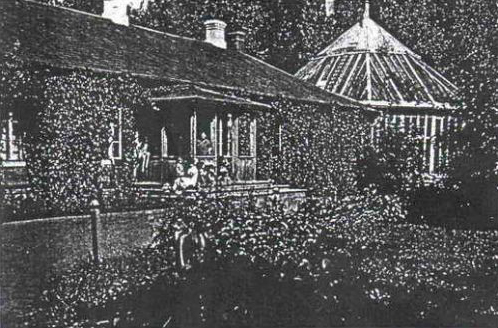
Dwór Domeyków, lata 30. XX wieku, elewacja ogrodowa, w głębi widoczna oranżeria (zdjęcie prawdopodobnie odwrócone)

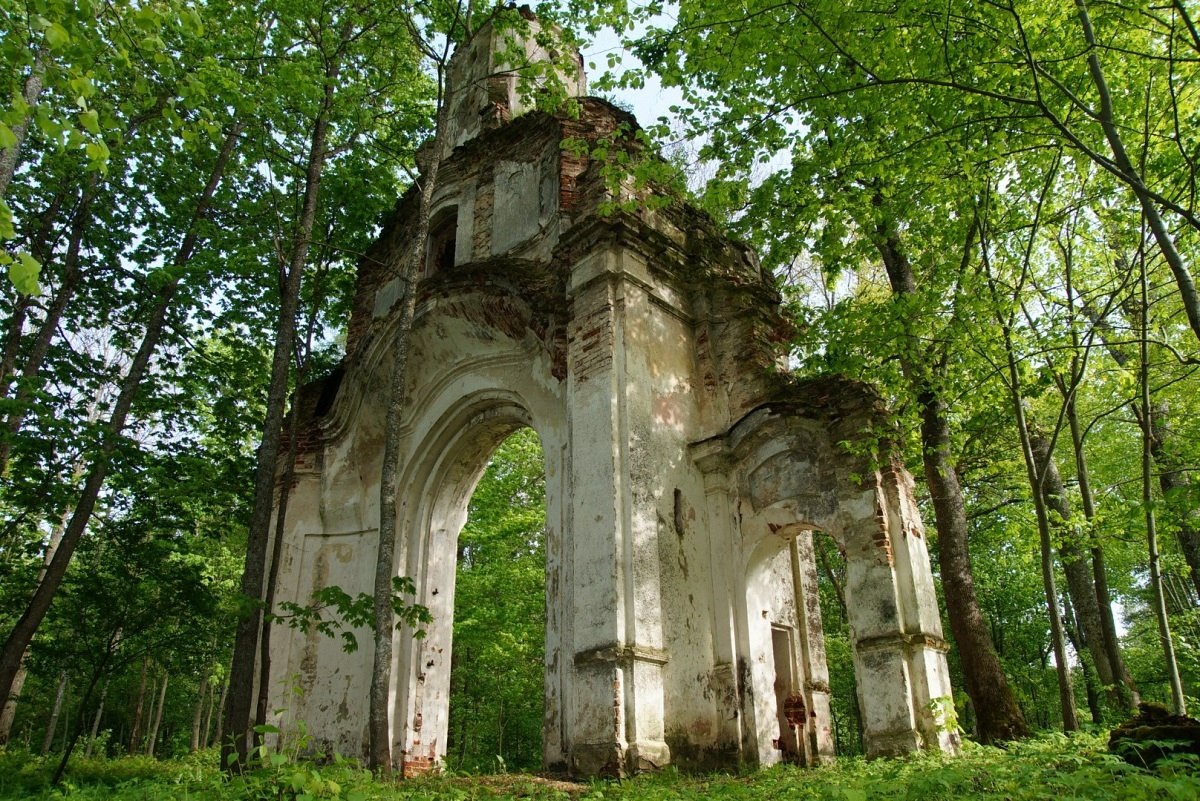
Barokowa brama pałacowa (2015)

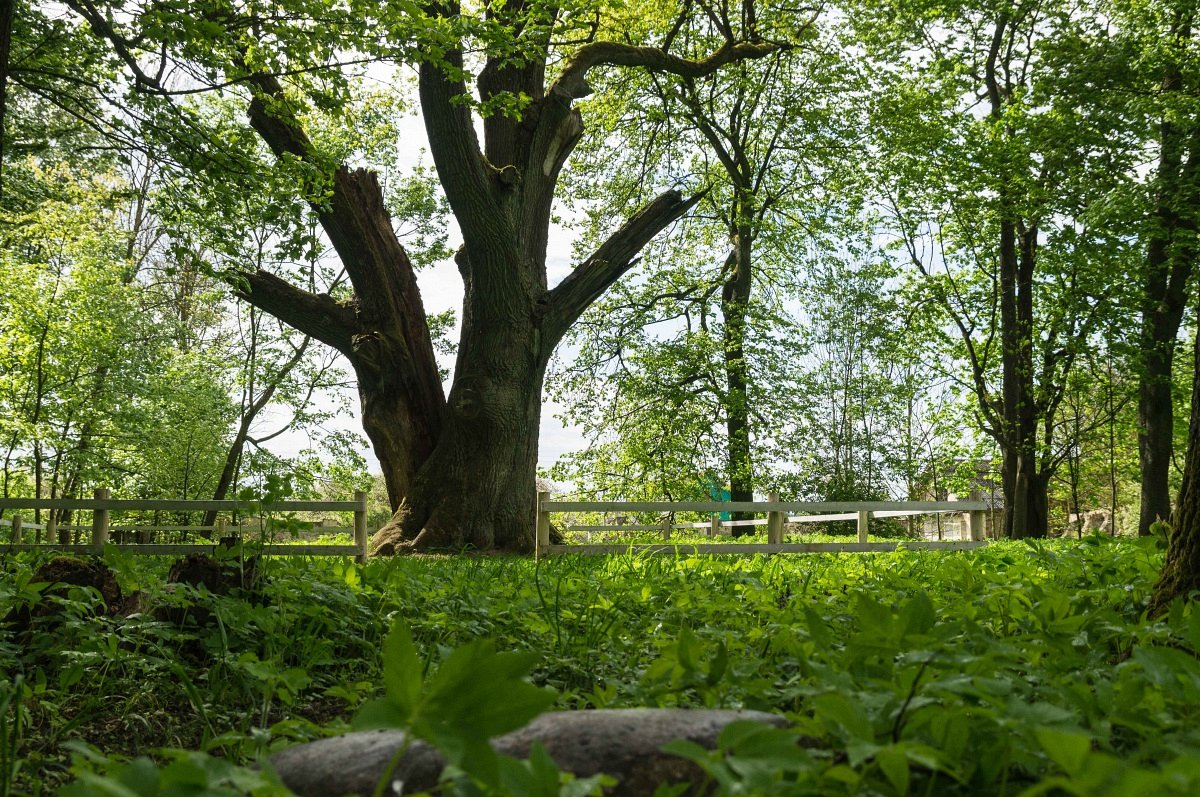
500-letni dąb (2015)

W latach 80. XIX wieku we wsi i folwarku mieszkało 279 osób, 124 prawosławnych i 155 katolików.
Według Powszechnego Spisu Ludności z 1921 roku zamieszkiwało:
- wieś – 321 osób, 112 było wyznania rzymskokatolickiego, 190 prawosławnego, 6 mojżeszowego a 13 mahometańskiego. Jednocześnie 94 mieszkańców zadeklarowało polską przynależność narodową, 214 białoruską, a 13 tatarską. Było tu 65 budynków mieszkalnych[13]. W 1931 w 68 domach zamieszkiwały 323 osoby[14].
- majątek  – 139 osób, 100 było wyznania rzymskokatolickiego, 39 prawosławnego. Jednocześnie 67 mieszkańców zadeklarowało polską przynależność narodową, 62 białoruską. Było tu 16 budynków mieszkalnych[13]. W 1931 w 14 domach zamieszkiwało 139 osób[14].

W  2001 roku mieszkały tu 782 osoby, a w 2009 roku wieś zamieszkiwały 704 osoby.
W latach 80. XIX wieku działała tu szkoła wiejska, browar i wiatrak. Obecnie w agromiasteczku działa szkoła średnia, dom kultury, biblioteka, szpital, przychodnia, apteka i poczta. Były kołchoz został przekształcony w prywatne przedsiębiorstwo rolno-produkcyjne.

## Pomniki
W 1967 roku odsłonięto w centrum miasteczka (koło budynków ówczesnego sowchozu „Sitce”) pomnik ku czci 30 żołnierzy radzieckich, którzy zginęli w czasie wielkiej wojny ojczyźnianej.
W 1968 roku odsłonięto w centrum wsi, koło domu kultury pomnik-popiersie Włodzimierza Lenina. W tym samym roku w jego sąsiedztwie odsłonięto pomnik-popiersie Karola Marksa.

## Świątynie
W 1710 roku wzniesiono tu, w centrum wsi drewnianą cerkiew prawosławną pw. św. Jerzego, przebudowano ją w 1819 roku. Na jej miejscu w 1913 roku zbudowano nową, murowaną cerkiew pod tym samym wezwaniem, która istnieje do dziś i jest zabytkiem stylu bizantyjsko-rosyjskiego.
W odległości około 2 km na południowy wschód od parku dworskiego jest wiejski cmentarz prawosławny (przed wsią Repiechy), na którym znajduje się kwatera grobowa Domeyków, otoczona żelaznym, kutym płotkiem. Pod nagrobkami z szarego granitu leżą tu Tadeusz Domeyko i jego żona Scholastyka ze Strusiów oraz Aleksander Domeyko i jego żona Zofia z Brochockich.

## Nieistniejące zamek, pałac i dwór
Prawdopodobnie na początku XVIII wieku Brzostowscy przebudowali stary zamek na otoczoną parkiem wielkopańską siedzibę pałacową. Pałac ten spłonął za czasów Tadeusza Domeyki, a w nieco innym miejscu w latach XIX wieku Aleksander Domeyko zbudował drewniany, parterowy dwór. Po starym pałacu pozostały do dziś cztery masywne kolumny dwukondygnacyjnego portyku. Nowy dwór miał dziewięcioosiową elewację i szeroki, sześciokolumnowy, prawdopodobnie późniejszy (w stylu pseudotoskańskim) portyk zwieńczony trójkątnym szczytem, przed którym był trójspadowy daszek. Cały dom był przykryty gładkim czterospadowym dachem gontowym. Po prawej stronie do domu przylegał całkowicie przeszklony kwadratowy pawilon, przykryty również szklanym dachem namiotowym, przeznaczony na oranżerię i ogród zimowy.
Tuż obok kolumn starego portyku pałacowego stała oficyna, na potężnych sklepionych piwnicach i z kolumnowym podcieniem.
Zespół dworski otaczał park krajobrazowy o powierzchni 8 ha. Od strony podjazdu do dworu był wielki gazon, a park rozciągał się po bokach i od strony ogrodowej dworu. Były tu duże skupiska starodrzewia, regularne aleje, ogródek warzywny, podłużny kurhan.
Dwór został rozgrabiony w czasie I wojny światowej. Częściowo ocalała jedynie oranżeria, w której nadal hodowano rzadkie rodzaje roślin egzotycznych, w tym sięgające po dach araukarie, eukaliptusy, palmy, drzewa cytrynowe i pomarańczowe i wiele innych. Rośliny dekoracyjne, m.in. passiflora i pnące róże pokrywały od zewnątrz szklane elewacje budynku, w którym gospodarze przyjmowali w dni upalne gości
Dwór został spalony w 1944 roku przez partyzantów radzieckich. Po II wojnie światowej w majątku utworzono kołchoz. Do czasów dzisiejszych zachowała się zrujnowana, potężna, barokowa brama wjazdowa, jeszcze z czasów Brzostowskich z początku XVIII wieku, wspomniane wyżej kolumny pałacowe oraz resztki parku, na którego skraju stoi potężny, 500-letni dąb, będący obecnie pomnikiem przyrody. W parku znajduje się zrujnowany budynek siedziby dawnej administracji kołchozu. Zachowało się również częściowo kamienne ogrodzenie  otaczające park, z kilkoma furtami. W ogrodzenie wbudowano kilka zabudowań gospodarczych, w tym tzw. koszary (prawdopodobnie siedziba straży dworskiej), dom ogrodnika, wędzarnię oraz długi budynek gospodarczy. W parku stoją też resztki starej serowarni, zwanej lamusem – dwukondygnacyjnego, kwadratowego domku z dolną częścią murowaną, a górną drewnianą, otoczoną galeryjką i czterospadowym dachem (górna część została rozebrana w 2012 roku). Na niektórych budynkach widoczna jest data ich budowy: 1853.
Ruiny te są historyczno-kulturalnym zabytkiem Białorusi o numerze w rejestrze 212Г000448.
Majątek Sitce został opisany w 11. tomie Dziejów rezydencji na dawnych kresach Rzeczypospolitej Romana Aftanazego.